# Spin-Gitter-Relaxation
Die Spin-Gitter-Relaxation ist ein thermodynamischer Effekt innerhalb eines Festkörpers.
Ein angeregtes Spinsystem gibt thermische Energie an ein Kristallgitter ab (Bloch-Gleichungen). Dieser Effekt wird in der Spektroskopie (insbesondere NMR und ESR) ausgenutzt.

## Physikalische Grundlagen
In einem externen Magnetfeld richten sich die Kernspins von Atomen teilweise entlang der Feldrichtung aus. Diese Ausrichtung ist nicht perfekt, da die Spins auch präzedieren, d. h. sie drehen sich um die Richtung des Magnetfeldes. Die Spin-Gitter-Relaxation beschreibt den Energieaustausch zwischen den präzedierenden Kernspins und ihrer umgebenden molekularen Struktur, dem sogenannten Gitter, was letztlich zur Rückkehr in den thermischen Gleichgewichtszustand führt.

## T1 – Die longitudinale Relaxationszeit
Die longitudinale Relaxationszeit, oder T1, ist die Zeitkonstante, die beschreibt, wie schnell die Komponente des Magnetisierungsvektors entlang der Richtung des Magnetfeldes nach einer Anregung zum Gleichgewicht zurückkehrt. T1 wird beeinflusst durch die Wechselwirkungen der Kernspins mit ihrer Umgebung, die durch thermische Bewegungen der umgebenden Moleküle verursacht werden. Einflussfaktoren auf T1 sind die molekulare Dynamik und die chemische Umgebung der Kerne, was T1 zu einer wichtigen Größe in der NMR-Spektroskopie und der MRT macht.

## T2 – Die transversale Relaxationszeit
Während T1 die Rückkehr der Magnetisierung in die Richtung des Magnetfeldes beschreibt, bezieht sich T2, die transversale Relaxationszeit, auf den Zerfall der Magnetisierung, die senkrecht zum Magnetfeld steht. T2 ist typischerweise kürzer als T1 und wird durch Inhomogenitäten im Magnetfeld sowie durch Wechselwirkungen zwischen den Spins selbst beeinflusst. Der Zerfall der transversalen Magnetisierung führt zu einem Signalverlust in NMR- und MRT-Experimenten, was T2 ebenfalls zu einer wichtigen Messgröße macht.

## Anwendungen
Die Spin-Gitter-Relaxation spielt eine entscheidende Rolle in der medizinischen Bildgebung und der chemischen Analyse. In der MRT wird T1 verwendet, um unterschiedliche Gewebetypen basierend auf ihren Relaxationszeiten zu unterscheiden, was detaillierte Bilder des menschlichen Körpers ermöglicht. In der NMR-Spektroskopie helfen T1-Messungen, Informationen über molekulare Dynamik und chemische Umgebungen zu gewinnen, was besonders in der Strukturaufklärung von organischen Verbindungen und Biopolymeren nützlich ist.